# Riesen-Drückerfisch
Der Riesen-Drückerfisch (Balistoides viridescens), auch Titan-Drückerfisch genannt, gehört zu den größten Arten innerhalb der Familie der Drückerfische (Balistidae). Die Fische leben im Roten Meer, sowie im Indopazifik von der Küste Südafrikas bis nach Japan, den Line Islands, Tuamotu und Neukaledonien. Riesen-Drückerfische erreichen etwa eine Länge um die 75 Zentimeter und ein Gewicht von zehn Kilogramm.

## Lebensweise
Riesen-Drückerfische leben einzeln oder paarweise in Lagunen oder an Außenriffen. Ihre Nahrung besteht unter anderem aus Steinkorallen, vor allem den ästigen und stachligen Acropora- und Pocillopora-Arten, die er mit seinem kräftigen Gebiss vom Stock bricht, aus Seesternen, Seeigeln, auch langstachlige Diademseeigel, Schnecken, Borstenwürmer, Muscheln, Algen und Detritus. Beute, die sich im Sand verbirgt, wird mit einem kräftigen Wasserstrahl aus seinem Maul freigelegt. Größere Gesteinsbrocken schleppen sie mit ihrem kräftigen Kiefer weg, um an die dort versteckte Beute zu gelangen. Das Revier verteidigen die Tiere bei Störungen sehr energisch. Dieses Verhalten zeigt der Riesen-Drückerfisch nach Beendigung des Nestbaus, das er am Boden anlegt und das einen Durchmesser von fast zwei Metern und eine Tiefe von 75 Zentimetern erreichen kann.

## Verhalten gegenüber Menschen
Riesendrücker sind außerhalb der Brutsaison Menschen gegenüber in der Regel friedlich und desinteressiert. Während der Brutsaison verteidigen die Fische ihr Gelege auch gegen Menschen, welche diesem zu nahe kommen. Vor dem Angriff droht das Tier durch eine halbe Körperdrehung um die Längsachse und schwimmt auf der Seite. Zieht sich der Eindringling nicht zurück, wird er angegriffen. Dies kann wegen des kräftigen Gebisses, der Größe und der Kraft der Tiere zu ernsthaften Verletzungen führen. In der Literatur wird ein Mindestabstand von 15 Metern zum Gelege empfohlen. Auch wird davon abgeraten, das Nest zu überschwimmen oder sich als Taucher bei Drohgebärden der Fische nach oben zurückzuziehen.
Es sind auch Fälle von Tieren bekannt, welche von Tauchern bei provozierten Angriffen verletzt wurden und dann auch außerhalb der Brutsaison Menschen angegriffen haben. Dieses Verhalten stellt jedoch die Ausnahme dar.

## Riesendrücker als Speisefisch
Der Verzehr von Riesendrückern kann zur Ciguatera, der Vergiftung durch Ciguatoxin führen. Dieses Gift gelangt durch die Nahrung in den Fisch und wird in der Nahrungskette immer mehr angereichert.